# Марин Аназарвски
Мученик Марин Аназарвски (Тарс; прелаз из 3.-4. века) је хришћански светитељ, пореклом из Мале Азије и живео је у Аназару Киликијском. Житије светитеља ставља га у време цара Диоклецијана.

## Велики прогон
Прогон хришћана, који је почео под царем Диоклецијаном 303. године и настављен под његовим наследницима до 313. године, био је последњи и најтежи прогон хришћана у Римском царству.
Године 303. тетрарси су издали едикт којим су укинули права хришћана и захтевали од њих да се придржавају традиционалних римских верских обичаја. Потом су издати нови едикти усмерени против свештеника, као и обавеза свих становника царства да приносе паганске жртве. Интензитет прогона је варирао унутар царства и био је оштрији у источном делу царства.
Пошто је хришћанин и видећи како незнабошци својим идолима приносе на жртву не само животиње и птице, већ и људе, свети Марин се погођен тиме, у време када се славио празник у част бездушних идола, оде у место где су приношене жртве. Дошавши тамо, старац је порушио олтаре и ногама газио по њима жртве. Истовремено је осудио зле свештенике и признао да је хришћанин.

## Мучење
Због тога су га незнабошци, ухвативши га, прво тукли моткама, а затим су га почели ударати камењем по устима, избијајући му зубе, и вукли га за косу по земљи. После свега овога  мученик је везан и изведен пред владара Тарсијске области. Владар је захтевао да се одрекне вере у Христа, што је Марин одбио.
После овога је био мучен. Прво су га тукли бичевима, а онда су га ставили у ланце и затворили. По изласку сунца, џелати су мученика везали за сталак и поново га претукли, а затим је убијен, одсецањем главе мачем.
Мошти светитеља су потом два благочестива хришћана пренела у град Аназар.
Православна црква помиње светог мученика Марина 18.(31.) октобра.

## Иѕвори
1. ↑  „Святой мученик Марин Аназарвский / Патриархия.ru”. Патриархия.ru (на језику: руски). Приступљено 2024-06-28.
2. ↑  „Святой мученик Марин Аназаровский”. obitel-minsk.ru. Приступљено 2024-06-28.
3. ↑  „Святой мученик Марин Аназарвский”. Православный церковный календарь на каждый день | Православие и Мир (на језику: руски). 2012-10-31. Приступљено 2024-06-28.